# 31110 Clapas
31110 Clapas este un asteroid din centura principală de asteroizi.

## Descriere
31110 Clapas este un asteroid din centura principală de asteroizi. A fost descoperit pe 13 august 1997 la Observatoire des Pises din Parcul național din Cévennes. Asteroidul prezintă o orbită caracterizată de o semiaxă mare de 2,27 ua, o excentricitate de 0,17 și o înclinație de 3,3° în raport cu ecliptica.